# هوف بای شترادن
هوف بای شترادن (به آلمانی: Hof bei Straden) یک منطقهٔ مسکونی در اتریش است که در زودوست‌اشتایرمارک واقع شده‌است. هوف بای شترادن ۱۷٫۱۸ کیلومتر مربع مساحت دارد ۲۵۰ متر بالاتر از سطح دریا واقع شده‌است.